# Жана Киима
Жана Киима (каз. Жаңа Қима) — село в Жаксынском районе Акмолинской области Казахстана. Административный центр Жанакииминского сельского округа. Код КАТО — 115243100.

## Население
В 1999 году население села составляло 2011 человек (987 мужчин и 1024 женщины). По данным переписи 2009 года, в селе проживало 1410 человек (719 мужчин и 691 женщина).